# Bellapiscis
Bellapiscis is een geslacht van straalvinnige vissen uit de familie van drievinslijmvissen (Tripterygiidae).

## Soorten
- Bellapiscis lesleyae Hardy, 1987
- Bellapiscis medius (Günther, 1861)